# Svezia ai III Giochi olimpici invernali
La Svezia partecipò ai III Giochi olimpici invernali, svoltisi a Lake Placid, Stati Uniti, dal 4 al 15 febbraio 1932, con una delegazione di 12 atleti impegnati in cinque discipline.

## Medagliere

### Per discipline
| Sport                 | Oro | Argento | Bronzo | Totale |
| --------------------- | --- | ------- | ------ | ------ |
| Sci di fondo          | 1   | 1       | 0      | 2      |
| Pattinaggio di figura | 0   | 1       | 0      | 1      |
| Totale                | 1   | 2       | 0      | 3      |

### Medaglie
| Medaglia | Atleta           | Sport                 | Evento         |
| -------- | ---------------- | --------------------- | -------------- |
| Oro      | Sven Utterström  | Sci di fondo          | 18 km maschile |
| Argento  | Gillis Grafström | Pattinaggio di figura | Maschile       |
| Argento  | Axel Wikström    | Sci di fondo          | 18 km maschile |